# 올림픽 스노보드
올림픽 스노보드는 올림픽에서 스노보드로 경기를 겨루는 올림픽 경기 종목이다. 스노보드는 동계올림픽의 정식종목이다. 1998년 일본 나가노 동계올림픽에서 처음으로 채택됐다. 스노보드는 1992년부터 2002년까지 동계 올림픽 프로그램에 추가된 5개의 새로운 스포츠 또는 종목 중 하나였으며, 이전에 메달이나 시범 종목이 아니었던 유일한 종목이었다. 1998년에는 남자 2개, 여자 2개의 4개 종목이 두 가지 전문 분야에서 열렸다. 대회전 스키와 유사한 활강 종목인 대회전, 반원형 도랑의 한 쪽에서 다른 쪽으로 이동하면서 묘기를 부리는 하프파이프도 있다. 캐나다인 로스 레바글리아티(Ross Rebagliati)가 남자 대회전에서 우승하여 스노보드에서 금메달을 획득한 최초의 선수가 되었다. 레바리아티는 마리화나 양성 반응을 보인 뒤 국제올림픽위원회(IOC)로부터 잠시 메달을 박탈당했다. 그러나 IOC의 결정은 캐나다올림픽협회의 항소로 번복됐다. 2002년 동계 올림픽에서는 대회전이 정면 대결을 추가하기 위해 확장되었고 평행 대회전으로 이름이 바뀌었다. 2006년에는 세 번째 종목인 스노보드 크로스가 처음으로 개최되었다. 이 이벤트에서는 경쟁자들이 점프, 빔, 기타 장애물이 있는 코스에서 서로 경쟁한다. 2011년 7월 11일, 국제 올림픽 위원회 집행위원회는 2014년부터 유효한 동계 올림픽 종목 목록에 스키 및 스노보드 슬로프스타일을 추가하는 것을 승인했다. 이 결정은 남아프리카 더반에서 열린 IOC 회의 기자 회견을 통해 발표되었다. 다섯 번째 종목인 평행회전은 2014년에만 추가되었다. 빅에어는 2018년에 추가되었다.
6명의 선수가 최소 2개의 메달을 획득했다. 미국의 숀 화이트(Shaun White)가 유일한 3관왕이다. 더블 금메달리스트는 스위스의 필립 쇼크, 미국의 클로이 김, 세스 웨스콧과 함께 유일하다. 프랑스의 카린 루비(Karine Ruby)와 미국의 로스 파워스(Ross Powers), 대니 카스(Danny Kass)도 메달 2개를 획득했다. 2014년 동계 올림픽을 기준으로 1998년부터 90개의 메달(색상별로 30개)이 수여되었으며, 21개 국가 올림픽 위원회의 스노보더들이 획득했다.

## 메달 집계
| 순위 | 국가           | 금메달 | 은메달 | 동메달 | 합계 |
| ---- | -------------- | ------ | ------ | ------ | ---- |
| 1    | 미국           | 10     | 5      | 9      | 24   |
| 2    | 스위스         | 7      | 2      | 3      | 12   |
| 3    | 프랑스         | 3      | 3      | 4      | 10   |
| 4    | 캐나다         | 3      | 2      | 2      | 7    |
| 5    | 러시아         | 2      | 2      | 1      | 5    |
| 6    | 독일           | 1      | 3      | 1      | 5    |
| 7    | 오스트리아     | 1      | 1      | 4      | 6    |
| 8    | 오스트레일리아 | 1      | 1      | 0      | 2    |
| 9    | 체코           | 1      | 0      | 0      | 1    |
| 9    | 네덜란드       | 1      | 0      | 0      | 1    |
| 11   | 노르웨이       | 0      | 3      | 1      | 4    |
| 12   | 핀란드         | 0      | 2      | 1      | 3    |
| 12   | 일본           | 0      | 2      | 1      | 3    |
| 14   | 이탈리아       | 0      | 1      | 1      | 2    |
| 14   | 슬로베니아     | 0      | 1      | 1      | 2    |
| 16   | 슬로바키아     | 0      | 1      | 0      | 1    |
| 16   | 스웨덴         | 0      | 1      | 0      | 1    |
| 18   | 영국           | 0      | 0      | 1      | 1    |
| 합계 | 합계           | 30     | 30     | 30     | 90   |

## 세부 종목
| 종목                 | 98 | 02 | 06 | 10 | 14 | 계 |
| -------------------- | -- | -- | -- | -- | -- | -- |
| 남자 슬로프스타일    |    |    |    |    | •  | 1  |
| 남자 스노보드 크로스 |    |    | •  | •  | •  | 3  |
| 남자 평행대회전      |    | •  | •  | •  | •  | 4  |
| 남자 평행회전        |    |    |    |    | •  | 1  |
| 남자 하프파이프      | •  | •  | •  | •  | •  | 5  |
| 여자 슬로프스타일    |    |    |    |    | •  | 1  |
| 여자 스노보드 크로스 |    |    | •  | •  | •  | 3  |
| 여자 평행대회전      |    | •  | •  | •  | •  | 4  |
| 여자 평행회전        |    |    |    |    | •  | 1  |
| 여자 하프파이프      | •  | •  | •  | •  | •  | 5  |
| 남자 대회전          | •  |    |    |    |    | 1  |
| 여자 대회전          | •  |    |    |    |    | 1  |
| 합계                 | 4  | 4  | 6  | 6  | 10 |    |

## 참고 자료
- “스노보드”. SR/Olympic Games. 2008년 9월 25일에 원본 문서에서 보존된 문서. 2011년 12월 16일에 확인함.
- “스노보드”. 국제 올림픽 위원회.